# Athanase III de Constantinople
Pour les articles homonymes, voir Athanase.
Athanase III Patellaros (en grec : Αθανάσιος Γ΄ Πατελάρος) fut deux fois brièvement patriarche de Constantinople, en 1634 et en 1652.

## Biographie
Il naquit à Réthymnon (sur l'île de Crète, alors possession de la république de Venise) vers 1597. Son frère Eustache (Eustathios), ayant fait des études à Rome et à Padoue, devint médecin et fut toujours catholique : ses deux fils, Laurent et Georges, furent élèves des jésuites à Rome. Athanase lui-même devint moine étant encore jeune. En 1626, il se trouvait en Moldavie où il traduisait le Psautier en grec moderne. En 1632, il fut consacré métropolite de Thessalonique par le patriarche Cyrille Loukaris.
Début mars 1634, il fut élu patriarche par les opposants de Cyrille Loukaris, accusé d'adhésion au calvinisme. Mais Loukaris récupéra son siège au bout de quelques semaines seulement (début avril). Désormais, Athanase se considéra jusqu'à sa mort comme le seul patriarche légitime, ceux qui occupèrent successivement le siège à sa place n'étant que des usurpateurs.
Il se réfugia en territoire vénitien et en appela au pape pour délivrer l'Église grecque du patriarche hérétique, se réclamant alors de l'union des Églises à Florence (1439). En septembre 1635 (alors que Cyrille Loukaris venait d'être à nouveau renversé par un autre prétendant, Cyrille Kontaris), il vint à Ancône, dans les États pontificaux, et adressa une lettre au pape Urbain VIII et à la congrégation De Propaganda Fide. Le pape lui envoya le prélat italo-grec Orazio Giustiniani pour négocier, et le 21 octobre il accepta de souscrire à une profession de foi libellée par Urbain VIII lui-même à destination des Grecs. En échange il obtint un petit appui financier (1 500 écus), mais aucune reconnaissance de son statut de seul patriarche légitime.
Le 25 octobre 1635, il quitta Ancône pour Venise. De là, il poursuivit ses démarches auprès de la Curie romaine, notamment par l'entremise de ses neveux catholiques et liés aux jésuites. Début mai 1636, il gagna Raguse, et peu après Corfou, mais toujours en territoire vénitien.
En juin 1636, à Constantinople, Cyrille Kontaris fut démis, exilé à Rhodes, et remplacé par un certain Néophyte qui bénéficiait du soutien des Hollandais protestants. La Curie romaine changea alors d'attitude à l'égard de Patellaros, et à partir d'octobre 1636, dans plusieurs courriers diplomatiques, le qualifia sans réserve de « patriarche de Constantinople », demandant aux ambassadeurs de France et du Saint-Empire dans la capitale ottomane d'œuvrer à son rétablissement sur son siège.
Le 20 mars 1637, Néophyte abdiqua en faveur de Cyrille Loukaris, qui fut une nouvelle fois rétabli. Dès 1636, son autre rival Cyrille Kontaris lui avait adressé une lettre de soumission, Loukaris lui permit donc de revenir à Constantinople, mais dès le 25 mars Kontaris reprit sa revendication du siège patriarcal, et comme Patellaros deux ans auparavant écrivit au pape Urbain VIII pour obtenir son soutien. Ce courrier plongea évidemment la Curie romaine dans l'embarras, d'autant que Kontaris était mieux placé que Patellaros à Constantinople. En octobre 1637, la Curie répondit à Kontaris en exigeant de lui une profession de foi, ce qui voulait dire qu'elle retirait à Patellaros sa reconnaissance    
exclusive, et de plus l'argent qui avait été accordé à Patellaros fut affecté, de manière beaucoup plus vague, à la campagne contre Loukaris.
En juin 1638, Cyrille Loukaris, accusé de complot avec les Cosaques, fut arrêté sur ordre du sultan Mourad IV et étranglé en prison. Kontaris put alors remonter sur le siège patriarcal sans avoir adressé aucune profession de foi au pape. Patellaros quitta alors Corfou pour retourner à Constantinople, où il arriva en août, décidé à disputer le siège à Kontaris. Mais les représentants de la papauté ne songeaient plus qu'à le réconcilier avec le patriarche en place, au bénéfice de celui-ci. Le 15 décembre 1638, Kontaris adressa à Rome la profession de foi attendue. Désormais, Patellaros n'avait plus qu'à s'effacer. Sans rompre ouvertement avec Kontaris, il se retira à Thessalonique.
Fin juin 1639, Kontaris fut arrêté par les Turcs et exilé à Tunis (où il finit par être étranglé un an plus tard). Mais un autre patriarche, Parthénios, fut élu à sa place dès le 1er juillet. Quelque temps plus tard, Patellaros dut quitter Thessalonique (où il avait été emprisonné un temps pour dettes). En 1643, on le retrouve en Moldavie, cherchant du soutien auprès du puissant voïvode Basile le Loup. Il logeait au monastère de Pagoni, près de Iași (dépendance du monastère de Xeropotamou, du Mont Athos). Il composa un long poème à la gloire du voïvode, dans la dédicace duquel il se présente comme ancien patriarche de Constantinople, car Basile le Loup avait reconnu Parthénios. Il gardait jusqu'alors le contact avec la Curie romaine, à laquelle il adressa au moins deux lettres au cours de l'année 1643, dont l'une demandait un appui financier, et resta sans réponse. D'autre part, l'Église moldave était très anti-papiste, comme l'avait montré un synode tenu en 1642 à Iași, où le métropolite de Kiev d'origine moldave Pierre Movilă avait été forcé de retirer tous les « latinismes » de sa profession de foi.
À la mi-juin 1652, Patellaros fut rétabli patriarche à Constantinople, probablement grâce à l'appui de Basile le Loup, mais il ne se maintint même pas quinze jours. À cette date, il était devenu très anti-papiste, et le jour de son abdication forcée il prononça un sermon plein d'amertume où il argumentait contre l'interprétation romaine du passage de l'évangile selon saint Matthieu sur la primauté de saint Pierre. On a conservé la réponse écrite qu'y fit le catholique Athanase le Rhéteur, qui assista à ce sermon.
Ensuite, Patellaros fit un bref séjour auprès de l'hetman cosaque Bohdan Khmelnytsky, puis arriva à Moscou le 15 avril 1653 (calendrier julien). Le tsar Alexis fut quelque peu embarrassé sur la façon dont il devait traiter ce visiteur au statut très incertain, mais finalement il lui fit remettre des cadeaux d'une valeur assez considérable. Patellaros resta à Moscou jusqu'au 17 décembre suivant, et au cours de l'audience que lui accorda le tsar peu avant son départ, il lui fit remettre un mémoire qu'il avait rédigé, et qui est important historiquement, car c'est le plus ancien texte où la reconquête de Constantinople sur les Turcs est présentée comme un objectif que doit s'assigner la Russie.
Il retourna en Ukraine alors en proie à des troubles. En mars 1654, il atteignit, gravement malade, le monastère de Luben au bord de la Soula. Il y mourut le 5 avril (calendrier julien) et fut enseveli dans l'église du monastère comme patriarche, assis sur son siège comme le veut la tradition du Proche-Orient (mais non la tradition russe, si bien qu'il fut appelé Athanase « le Séant » par les Russes). Après sa mort, des miracles lui furent attribués. En 1672, des enquêteurs ecclésiastiques furent dépêchés de Moscou, et l'ex-patriarche fut finalement canonisé par l'Église russe (« saint Athanase le Séant »).
En 1930, ses restes sont transférés à Kharkiv, puis en 1947, inhumés à la cathédrale de l'Annonciation.